# Pronothobranchius
Pronothobranchius là một chi cá trong họ Aplocheilidae thuộc bộ cá chép răng, gồm các loài cá bản địa của Tây Phi

## Các loài
Hiện hành có 04 loài được ghi nhận trong chi này:
- Pronothobranchius chirioi Valdesalici, 2013[2]
- Pronothobranchius gambiensis (Svensson, 1933)[2]
- Pronothobranchius kiyawensis (C. G. E. Ahl, 1928)
- Pronothobranchius seymouri (Loiselle & Blair, 1972)[2]